# サーミ大学
サーミ大学（サーミだいがく、北部サーミ語: Sámi allaskuvla ; SA, ノルウェー語: Samisk høgskole ; SH）は、ノルウェーの国立専門大学 (statlig høgskole) である。

## 名称
機関の英語名は、設立当初はサーミ・カレッジ (Sámi College) であったが、2000年に名称変更が行われ、サーミ・ユニバーシティ・カレッジ (Sámi University College ; SUC) となった。2016年以降はサーミ・ユニバーシティ・オブ・アプライド・サイエンシス (Sámi University of Applied Sciences ; SUAS) となっており、サーミ応用科学大学と訳される。

## 概要
フィンマルク県のカウトケイノにある。学術施設、ディエトシーダの中に、国際トナカイ飼育センター (Internasjonalt reindriftssenter) やサーミ公文書館、サーミ議会のカウトケイノ分室やノルウェー国内人権機関のカウトケイノ分室とともに入居している。
サーメ語、ノルウェー語、フィンランド語などを扱う言語学部、社会科学、歴史学、法学、哲学、ジャーナリズムなどを扱う社会科学部、トナカイ畜産、伝統工芸、漁業、自然科学などを扱う産業・自然科学部の3つの学部を擁し、大学院の修士課程および博士課程が設置されている。主要な教授言語は、北部サーミ語である。
名誉教授には、サーミ議会の初代議長を務めたオーレ・ヘンリック・マッガなどがいる
。2012年から2016年にかけての戦略計画では、教育機関の目標として、先住民族の高等教育機関としての専門大学の特性を可視化すること、サーミの文化的な遺産を保護し、振興すること、伝統的な知識を科学と結びつけること、社会の需要や変化に合わせて進化することなどが掲げられている。

## 由来
1973年、北欧サーミ研究所が創設される。1974年、アルタ教員養成カレッジが創設される。1989年、アルタ教員養成カレッジを移管する形で、サーミの文化および言語を発展・向上させることを目的として、サーミ大学が設立される。2005年、北欧サーミ研究所と合併する。2009年、ディエトシーダの中に移転する。